# Dragon Ball: Mystical Adventure
Dragon Ball: Mystical Adventure (ドラゴンボール　魔訶不思議大冒険 Doragon Bōru: Makafushigi Dai-Bōken) is de derde animatiefilm dat gebaseerd is op de manga Dragon Ball van Akira Toriyama. De film is uitgebracht in Japan op 9 juli 1988 op de "Toei Manga Matsuri" filmfestival als onderdeel van een viervoudige functie samen met de tweede Bikkuriman film, de film versie van Tatakae! Ramenman, en de tweede Kamen Rider Black film.
In tegenstelling tot de vorige twee Dragon Ball films, introduceert Mystical Adventure geen originele personages, maar in plaats daarvan personages uit de Red Ribbon en 22e Tenkaichi Budokai verhaallijnen uit de manga in de film verhaallijn.

## Verhaal
De jonge Son Goku en Krilin trainen met Muten Roshi voor een World Martial Arts Tournament dat gehouden zal worden in het land van Mifan. De keizer van Mifan, Chaozu, probeert zijn verloren "Ran Ran" te vinden. "Minister" Master Shen laat Pilaf werken op een Dragon Radar, pakt het van hem af, en gebruikt het om de Dragon Balls te vinden. Shen en zijn broer, Tao Pai Pai beweren dat ze de wens van Shenlong gebruiken om de Ran Ran te vinden, maar zijn eigenlijk van plan, met de hulp van Ten Shin Han, om Chaozu te doden en het land over te nemen. Generaal Blue kondigt aan dat Ran Ran wordt gehouden in de kamer van Shen, en wordt gedood door Tao Pai Pai. Bora en Upa hebben de laatste Dragon Ball gevonden en brengen het naar Mifan om het te gebruiken om te eisen dat Mifans soldaten worden gedwongen om het land in de buurt van Karin Toren te verlaten.
Bora is misleid om deel te nemen aan het toernooi (de winnaar van het toernooi zal een wens door Chaozu worden toegekend), en wordt vervolgens gedood door Tao Pai Pai. Bulma, Oolon, Lanch en Puerh zijn op zoek naar de andere zes Dragon Balls, zodat Bulma kan wensen voor een vriendje. Echter, wanneer de Dragon Balls zijn gevestigd, worden ze per ongeluk laten vallen in de bodem van de gracht rondom Chaozu's kasteel. Ten Shin Han realiseert zich dat hij te veel van Chaozu houd, en doodt zijn vriend niet, in plaats daarvan, blaast hij Shen weg. Tao Pai Pai en Goku ontmoeten Arale in Penguin Village en Goku doodt Tao Pai Pai met de hulp van Arale. Goku gooit de laatste bal in de gracht, en vraagt Shenron om Bora weer tot leven te wekken.

## Rolverdeling
| Karakter          | Japans           | Engels (Harmony Gold) | Engels (2000)        |
| ----------------- | ---------------- | --------------------- | -------------------- |
| Son Goku          | Masako Nozawa    | Barbara Goodson       | Ceyli Delgadillo     |
| Arale Norimaki    | Mami Koyama      | Onbekend              | Meredith McCoy       |
| Lunch             | Mami Koyama      | Edie Mirman           | Meredith McCoy       |
| Yamcha            | Tōru Furuya      | Kerrigan Mahan        | Christopher R. Sabat |
| Bulma             | Hiromi Tsuru     | Wendee Lee            | Tiffany Vollmer      |
| Muten Roshi       | Kōhei Miyauchi   | Gregory Snegoff       | Mike McFarland       |
| Krilin            | Mayumi Tanaka    | Wanda Nowicki         | Laurie Steele        |
| Oolon             | Naoki Tatsuta    | Dave Mallow           | Bradford Jackson     |
| Puerh             | Naoko Watanabe   | Cheryl Chase          | Monika Antonelli     |
| Ten Shin Han      | Hirotaka Suzuoki | Eddie Frierson        | John Burgmeier       |
| Chaozu            | Hiroko Emori     | Rebecca Forstadt      | Monika Antonelli     |
| Schildpad         | Daisuke Gōri     | Dan Woren             | Christopher R. Sabat |
| Crane Hermit      | Ichirō Nagai     | Onbekend              | Chuck Huber          |
| Karin             | Ichirō Nagai     | Onbekend              | Mark Britten         |
| Tao Pai Pai       | Chikao Ōtsuka    | Michael McConnohie    | Kent Williams        |
| Shenlong          | Kenji Utsumi     | Mike Reynolds         | Christopher R. Sabat |
| Generaal Blue     | Toshio Furukawa  | Onbekend              | Sonny Strait         |
| Sergeant Metallic | Shin Aomori      | Onbekend              | Chris Rager          |
| Upa               | Mitsuko Horie    | Onbekend              | Kara Edwards         |
| Bora              | Banjō Ginga      | Onbekend              | Dameon Clarke        |
| Pilaf             | Shigeru Chiba    | Onbekend              | Mike McFarland       |
| Shu               | Tesshō Genda     | Onbekend              | Justin Cook          |
| Mai               | Eiko Yamada      | Onbekend              | Cynthia Cranz        |
| Gatchan           | Seiko Nakano     | Onbekend              | Mike McFarland       |
| Verteller         | Joji Yanami      | Michael McConnohie    | Christopher R. Sabat |